# Umbaúba
Umbaúba é um município brasileiro do estado de Sergipe, situado no litoral sul do estado, a 109 km da capital Aracaju.

## Geografia
Localiza-se a uma latitude 11º23'00" sul e a uma longitude 37º39'28" oeste, estando a uma altitude de 130 metros. Sua população estimada em 2004 era de 21 391 habitantes e é a segunda cidade a se encontrar quando se entra no estado de Sergipe pelo litoral sul. Localizado às margens da BR-101, tem como vizinhos os municípios de Cristinápolis ao sul, Indiaroba à leste, Itabaianinha à oeste, e Arauá ao norte.
Tem como padroeira da cidade Nossa Senhora da Guia, cujos festejos em sua homenagem acontecem em 24 de Janeiro a 02 de Fevereiro.
Possui uma área de 124,11 km².

## Economia
Agrícola, baseada na produção de laranja.

## Administração
Embora Umbaúba seja uma cidade pequena, seu crescimento tem sido desordenado, as sucessivas administrações municipais não têm dado importância a um plano diretor para a cidade. Muitas de suas ruas são sem saída, outras tantas formam verdadeiros labirintos, poucas são as ruas largas na cidade. Umbaúba tem hoje mais de 20 mil habitantes, e é umas das cidades do interior de Sergipe de maior índice de desenvolvimento, tanto comercial como de lazer. Tem em seu calendário cultural a Festa de nossa senhora da Guia, que acontece todos os anos no mês de 24 de Janeiro a 2 de fevereiro, trazendo assim mais visibilidade para o município muita fé é devoção.